# Кидд, Билли
Уи́льям Уи́нстон «Би́лли» Кидд (англ. William Winston "Billy" Kidd; род. 13 апреля 1943, Берлингтон) — американский горнолыжник, выступавший в слаломе, гигантском слаломе и скоростном спуске. Представлял сборную США по горнолыжному спорту на всём протяжении 1960-х годов, серебряный призёр зимних Олимпийских игр в Инсбруке, чемпион мира, победитель трёх этапов Кубка мира.

## Биография
Билли Кидд родился 13 апреля 1943 года в городе Берлингтон, штат Вермонт, США. Проходил подготовку под руководством своего отца, тренировался на склонах горы Мансфилд и уже среди юниоров показывал достаточно высокие результаты.
Первого серьёзного успеха на взрослом международном уровне добился в возрасте восемнадцати лет в сезоне 1962 года, когда вошёл в основной состав американской национальной сборной и выступил на чемпионате мира в Шамони, где занял восьмое место в слаломе и четырнадцатое место в гигантском слаломе.
Благодаря череде удачных выступлений удостоился права защищать честь страны на зимних Олимпийских играх 1964 года в Инсбруке — в программе слалома завоевал серебряную олимпийскую медаль, пропустив вперёд только австрийца Йозефа Штиглера. Также финишировал здесь седьмым в гигантском слаломе и шестнадцатым в скоростном спуске — дополнительно взял бронзу в зачёте комбинации, хотя эта дисциплина в то время не была олимпийской, и медаль пошла только в зачёт мирового первенства.
В 1966 году Кидд успешно выступал на различных соревнованиях в Европе, в том числе сумел победить титулованного французского горнолыжника Жан-Клода Килли. Однако из-за травм вскоре вынужден был сделать перерыв в спортивной карьере, ему в связи с этим пришлось пропустить чемпионат мира в Портильо и первый сезон появившегося Кубка мира по горнолыжному спорту.
Восстановившись от травм, в 1968 году Билли Кидд вернулся в американскую сборную и дебютировал в Кубке мира, где на нескольких этапах сумел войти в десятку сильнейших, а также выиграл слалом на домашнем этапе в Аспене. Вместе со сборной отправился на Олимпийские игры в Гренобле — на сей раз попасть в число призёров не смог, в слаломе провалил первую же попытку, в гигантском слаломе показал пятый результат, в скоростном спуске стал восемнадцатым.
После гренобльской Олимпиады Кидд ещё в течение некоторого времени оставался в главной горнолыжной команде США и продолжал принимать участие в крупнейших международных соревнованиях. Так, в 1970 году он побывал на мировом первенстве в Валь-Гардене, где получил бронзу в слаломе и одержал победу в комбинации. Впоследствии около двух лет выступал в США как профессионал.
В 1969 году окончил Колорадский университет в Боулдере, где получил степень бакалавра в области экономики.
Завершив спортивную карьеру, переехал в горнолыжный курорт Стимбот-Спрингс в Колорадо, где на протяжении многих лет заведовал лыжной секцией. Комментировал соревнования по горнолыжному спорту на американском телевидении, посвятил лыжам ряд журнальных статей и две книги. Принимал участие в подготовке американской сборной в качестве тренера.